# St. Josefen
St. Josefen ist eine Schweizer Ortschaft im Kanton St. Gallen. Zusammen mit Abtwil und Engelburg bildet St. Josefen die politische Gemeinde Gaiserwald.

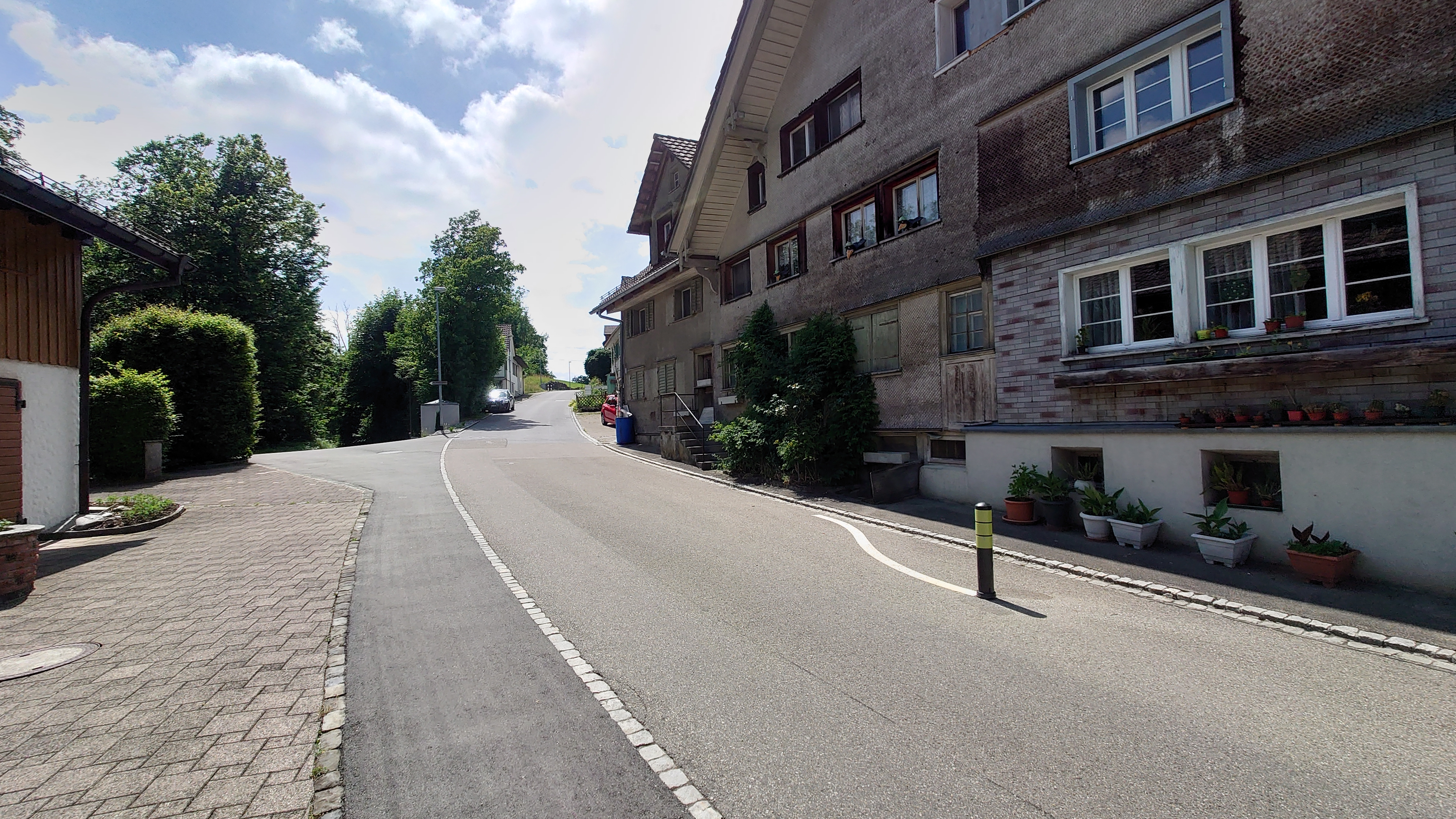
Die Dorfstrasse von St. Josefen (2021)

Die bereits 1660 errichtete Pfarrkirche wich 1960 einer Kapelle. Eine in unmittelbarer Umgebung entstehende Häusergruppe wurde zuerst Hofacker, später St. Josefen genannt. Heute befindet sich das Ortsmuseum der Gemeinde Gaiserwald darunter.

Historisches Luftbild von Walter Mittelholzer von 1919

## Persönlichkeiten
- Freddy Geiger (1955–2024), Jugendleiter, Bankangestellter und Unternehmer